# Patersonia
Patersonia es un género de plantas rizomatosas y perennes perteneciente a la familia de las iridáceas. Es el único género de la subfamilia Patersonioideae. Las 42 especies del género son endémicas de Australia, Borneo y Nueva Guinea. La mayoría de las especies son perennes y con las hojas lineales en forma de espada y agrupadas en abanicos. Hay un par de especies de zonas áridas que son bulbosas, pero la mayoría son rizomatosas. Las flores son de corta duración.

## Especies seleccionadas
- Patersonia argyrea D.A.Cooke
- Patersonia babianoides Benth.
- Patersonia bicolor F.Muell. ex Benth.
- Patersonia borneensis Stapf
- Lista de especies